# لیچفیلد (کنتاکی)
لیچفیلد (به انگلیسی: Leitchfield) شهری در ایالت کنتاکی کشور ایالات متحده آمریکا است که جمعیت آن در سرشماری سال ۲۰۱۰ میلادی، ۶٬۶۹۹ نفر بوده‌است.